# Tratado de amistad anglo-japonés
El Tratado de amistad anglo-japonés (日英和親条約 Nichi-Ei Washin Jōyaku?) fue un tratado entre el Reino Unido de Gran Bretaña e Irlanda y el Imperio Japonés firmado el 14 de octubre de 1854 en Nagasaki. El Reino Unido estuvo representado por el almirante James Stirling y por Japón firmaron los gobernadores de Nagasaki como representantes del shogunato Tokugawa.